# Barker (comtat de Niagara)
Barker és una població del Comtat de Niagara (Nova York) als Estats Units d'Amèrica. Segons el cens dels Estats Units del 2000 tenia 577 habitants.

## Demografia
Segons el cens del 2000, Barker tenia 577 habitants, 211 habitatges, i 150 famílies. La densitat de població era de 530,4 habitants/km².
Dels 211 habitatges en un 38,4% hi vivien nens de menys de 18 anys, en un 54% hi vivien parelles casades, en un 10,4% dones solteres, i en un 28,9% no eren unitats familiars. En el 24,6% dels habitatges hi vivien persones soles el 13,7% de les quals corresponia a persones de 65 anys o més que vivien soles. El nombre mitjà de persones vivint en cada habitatge era de 2,73 i el nombre mitjà de persones que vivien en cada família era de 3,19.
Per edats la població es repartia de la següent manera: un 30,3% tenia menys de 18 anys, un 8,1% entre 18 i 24, un 26,3% entre 25 i 44, un 21,8% de 45 a 60 i un 13,3% 65 anys o més.
L'edat mediana era de 36 anys. Per cada 100 dones de 18 o més anys hi havia 93,3 homes.
La renda mediana per habitatge era de 37.411 $ i la renda mediana per família de 49.464 $. Els homes tenien una renda mediana de 41.875 $ mentre que les dones 21.375 $. La renda per capita de la població era de 16.042 $. Entorn del 8,1% de les famílies i el 9,6% de la població estaven per davall del llindar de pobresa.